# Martin Berggren
Martin Lars Gustav Berggren, född 25 mars 1942 i Oscars församling i Stockholm, är en svensk skådespelare och teaterregissör.

## Biografi
Berggren medverkade i teaterverksamhet redan under gymnasietiden. Medan han arbetade som lärare för korrespondensföretaget Hermods i Malmö spelade han på fritiden teater vid Studioteatern. Han studerade vid Statens scenskola i Göteborg 1963–1966 och efter examen engagerades han vid Göteborgs stadsteater. Där regidebuterade han 1979 med Ett drömspel.
Utöver teatern har Berggren varit verksam som skådespelare på TV och film. Debuten skedde 1969 i TV-serien Friställd. En utmärkande roll var den som den försupne knekten Klang i filmatiseringen av Vilhelm Mobergs roman Raskens. Han har även engagerats som uppläsare och berättarröst såväl i radio som på TV och film.
Martin Berggren är bror till poeten Tobias Berggren, son till teologen Erik Berggren och textilkonstnären Ester Larsson samt dotterson till borgarrådet Yngve Larsson och Elin Bonnier.
Han är gift sedan 1971 med skådespelaren Ann Lundgren.

## Filmografi
- 1969 – Friställd (TV-serie)
- 1970 – Endräkt
- 1972 – Dela lika (TV-serie)
- 1974 – Rulle på Rullseröd (TV-serie)
- 1975 – Gyllene år (TV-serie)
- 1975 – Jourhavande (TV-serie)
- 1976 – Raskens (TV-serie)
- 1981 – Stjärnhuset (TV-serie)
- 1983 – Nilla (TV-serie)
- 1984 – Tryggare kan ingen vara ... (TV-serie)
- 1989 – Sparvöga (TV-serie)
- 1991 – Svidande affärer (TV-film)
- 1994 – År av drömmar (TV-serie)
- 1997 – Rika barn leka bäst
- 1998 – Rena rama Rolf (TV-serie)
- 1998 – Svenska hjärtan (TV-serie)
- 2000 – Sjätte dagen (TV-serie)
- 2003 – Solbacken: Avd. E (TV-serie)
- 2005 – Kärlek 2000
- 2005 – Häktet (TV-serie)
- 2015 – Ängelby (TV-serie)

## Teater

### Roller (ej komplett)
| År   | Roll | Produktion                                | Regi              | Teater                |
| ---- | ---- | ----------------------------------------- | ----------------- | --------------------- |
| 1999 |      | Den europeiska kritcirkeln Bertolt Brecht | Jasenko Selimović | Göteborgs stadsteater |

### Regi (ej komplett)
| År   | Produktion                      | Upphovsmän                              | Teater                |
| ---- | ------------------------------- | --------------------------------------- | --------------------- |
| 1984 | Alkestis Ἄλκηστις, Alkēstis     | Euripides Översättning Hjalmar Gullberg | Göteborgs stadsteater |
| 1984 | Leonce och Lena Leonce und Lena | Georg Büchner                           | Göteborgs stadsteater |

### Fotnoter
1. 1 2  Sveriges befolkning 1990, CD-ROM, Version 1.00, Riksarkivet (2011).
2. 1 2 3 4  ”Martin Berggren”. Svensk Filmdatabas. http://www.sfi.se/sv/svensk-filmdatabas/Item/?type=PERSON&itemid=205990&ref=%2ftemplates%2fSwedishFilmSearchResult.aspx%3fid%3d1225%26epslanguage%3dsv%26searchword%3dMartin+Berggren%26type%3dPerson%26match%3dBegin%26page%3d1%26prom%3dFalse. Läst 6 oktober 2012.
3. ↑  BERGGREN, ERIK G A, teol dr, rektor, Halmstad i Vem är Vem? / Skåne, Halland, Blekinge 1966 / s 80.
4. ↑  Bengt Jahnsson (27 januari 1984). ”DN:s Bengt Jahnsson ser Alkestis på Studion i Göteborg: Livets puls i 90 minuter”. Dagens Nyheter:  s. 22. http://arkivet.dn.se/tidning/1984-01-27/25/22. Läst 16 september 2017.
5. ↑  Bengt Jahnsson (21 oktober 1984). ”Orädd teater, fest och bråk i Göteborg”. Dagens Nyheter:  s. 24. http://arkivet.dn.se/tidning/1984-10-21/287/24. Läst 16 september 2017.